# Chambers (album)
Pour les articles homonymes, voir Chambers.
Albums de Chilly Gonzales
Solo Piano II
(2012)
Chambers est un album studio de Chilly Gonzales sorti le 23 mars 2015 en France. L'album contient 12 chansons composées et interprétées par Chilly Gonzales, accompagné du quatuor Kaiser Quartett.

## Développement
L'album parait le 23 mars 2015 en France et au Royaume-Uni sous le label Gentle Threat. Il est publié le 17 mars au Japon, le 24 mars au Canada et aux États-Unis et le 20 mars ailleurs. Le 23 mars 2015 Chilly Gonzales fait paraître un clip sur YouTube et Vimeo pour illustrer la musique Advantage Points. Le clip, dans lequel les acteurs du Palmashow se battent en duel, est réalisé par Jonathan Barré. Le 31 mars 2015, Chilly Gonzales et le Kaiser Quartett livrent un concert au château de Versailles. Ce concert, présenté par Arte Concert et La Blogothèque, est diffusé en direct sur Internet,.

## Accueil
Les Inrocks attribuent à Chambers une note de 4,5/5.

## Liste des pistes
| 1.    | Prelude To A Feud | 2:24 |
| 2.    | Advantage Points  | 3:44 |
| 3.    | Sweet Burden      | 4:22 |
| 4.    | Green's Leaves    | 2:43 |
| 5.    | Freudian Slippers | 5:35 |
| 6.    | Solitaire         | 1:44 |
| 7.    | Odessa            | 3:37 |
| 8.    | Sample This       | 3:11 |
| 9.    | The Difference    | 1:58 |
| 10.   | Cello Gonzales    | 2:53 |
| 11.   | Switchcraft       | 4:18 |
| 12.   | Myth Me           | 3:13 |
| 39:15 |                   |      |

| 13. | Armellodie (feat. Kaiser Quartett) | 3:06 |